# 가나자와 히로마사
가나자와 히로마사(일본어: 金澤 大将, 1983년 12월 1일 ~ )는 일본의 전 축구 선수이다.

## 구단 경력
과거 요코하마 FC, 미토 홀리호크, SC 사가미하라에서 활동하였다.